# Huernia guttata
Huernia guttata es una especie de plantas de la familia Apocynaceae. Nativa de Sudáfrica.

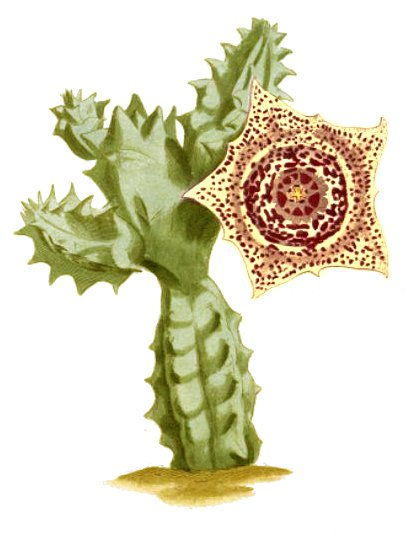
Ilustración

## Descripción
Es una planta suculenta, postrada, arrastrándose con brotes verticales que tienden a formar grumos. Tienen cerca de 7 centímetros de alto y 1,5 cm de grosor y con 4 a 5 ángulos de sección. En las costillas se presentan grandes verrugas triangulares y puntiagudas. Las flores son individuales y están dirigidas hacia arriba. Aparecen en un tiempo relativamente corto. Los sépalos miden aproximadamente 7 mm. La corola es verdosa exterior, el interior blanquecino a amarillento y tiene color marrón rojizo con manchas carmesí que se mezclan juntos en la corona circular. Tiene un diámetro de 2 a 3 cm (subespecie guttata ) o hasta 7 cm (subespecie calitzdorpensis ). Las polinias son de color amarillo.

## Taxonomía
Huernia guttata fue descrita por (Masson) R.Br. ex Haw. y publicado en Synopsis plantarum succulentarum ... 30. 1812.
Sinonimia
- Huernia guttata (Masson) R. Br.
- Stapelia guttata Masson[2]